# Ivan Reitman
Ivan Reitman (27 tháng 10 năm 1946 – 12 tháng 2 năm 2022) là nhà sản xuất và đạo diễn phim người Slovakia và Canada, nổi tiếng với tác phẩm hài hước, đặc biệt là những năm 1980 và 1990. Ông là chủ sở hữu của Công ty The Montecito Picture, thành lập năm 2000.

## Tiểu sử
Reitman sinh ra ở Komárno, Tiệp Khắc (nay là ở Slovakia), con trai của Klara và Ladislav "Leslie" Reitman. Cha mẹ Reitman là người Do Thái; Mẹ anh ta sống sót sau trại tập trung Auschwitz và cha anh ta là một chiến binh phản kháng ngầm. Gia đình ông đã đến Canada làm người tị nạn năm 1950. Reitman tham dự Oakwood Collegiate ở Toronto và là một thành viên của nhóm hát Twintone Four.
Reitman tham dự McMaster University, nhận bằng Cử nhân Âm nhạc vào năm 1969. Tại McMaster, ông đã sản xuất và đạo diễn nhiều bộ phim ngắn.
Reitman kết hôn với Geneviève Robert năm 1976. Ông có hai con gái và một con trai, Jason, là đạo diễn phim nổi tiếng với các bộ phim Juno, Thank You for Smoking, Up in the Air và Ghostbusters: Afterlife. Con gái ông Catherine là người sáng tạo, điều hành sản xuất, nhà văn và ngôi sao của loạt phim hài Workin 'Moms của CBC. Con gái khác của ông, Caroline, theo học tại trường Cao đẳng Thành phố Santa Barbara. Ông và người vợ người Canada gốc Pháp, những người đã cải sang đạo Do Thái, đã nuôi dạy những đứa con của họ theo cùng một truyền thống.
Năm 2009, ông được bổ nhiệm làm Sĩ quan của Lệnh Canada "vì những đóng góp của ông với tư cách là đạo diễn và nhà sản xuất, cũng như vì sự thúc đẩy của ông trong các ngành công nghiệp điện ảnh và truyền hình của Canada". [29] Vào tháng 4 năm 2011, ông nhận Giải thưởng Thị trưởng tại thành phố quê hương của ông là Komárno, Slovakia. [30] Ông đã nhận được Huân chương Kim cương của Nữ hoàng Elizabeth II vào năm 2012. [31]
Năm 2014, anh ấy nói "Tôi luôn là một người theo chủ nghĩa tự do bảo thủ." [32]
Reitman qua đời trong khi ngủ tại nhà riêng ở Montecito, California,Hoa Kỳ, vào ngày 12 tháng 2 năm 2022, hưởng thọ 75 tuổi.